# Jüdischer Friedhof Königheim

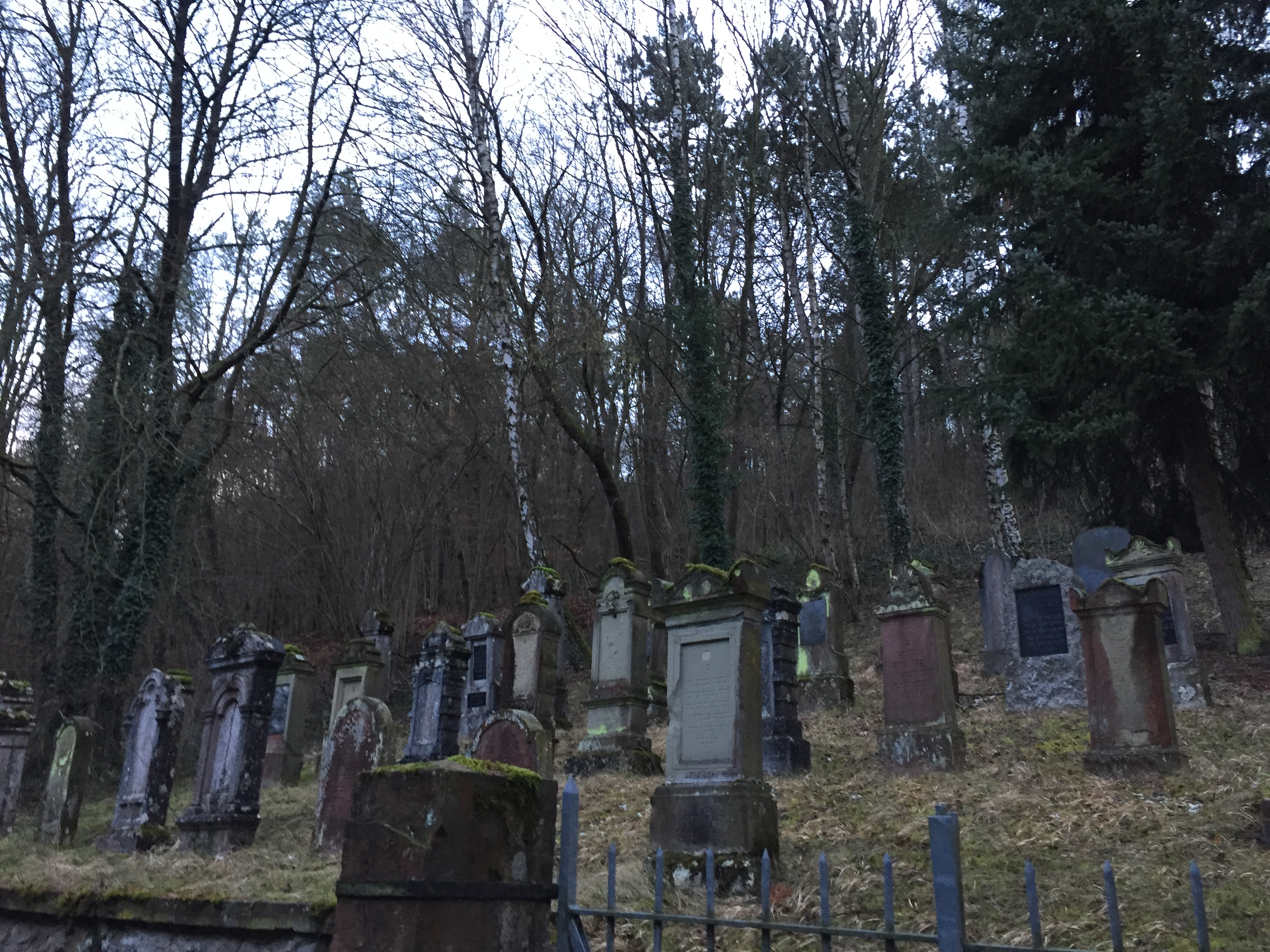
Jüdischer Friedhof in Königheim (2018)

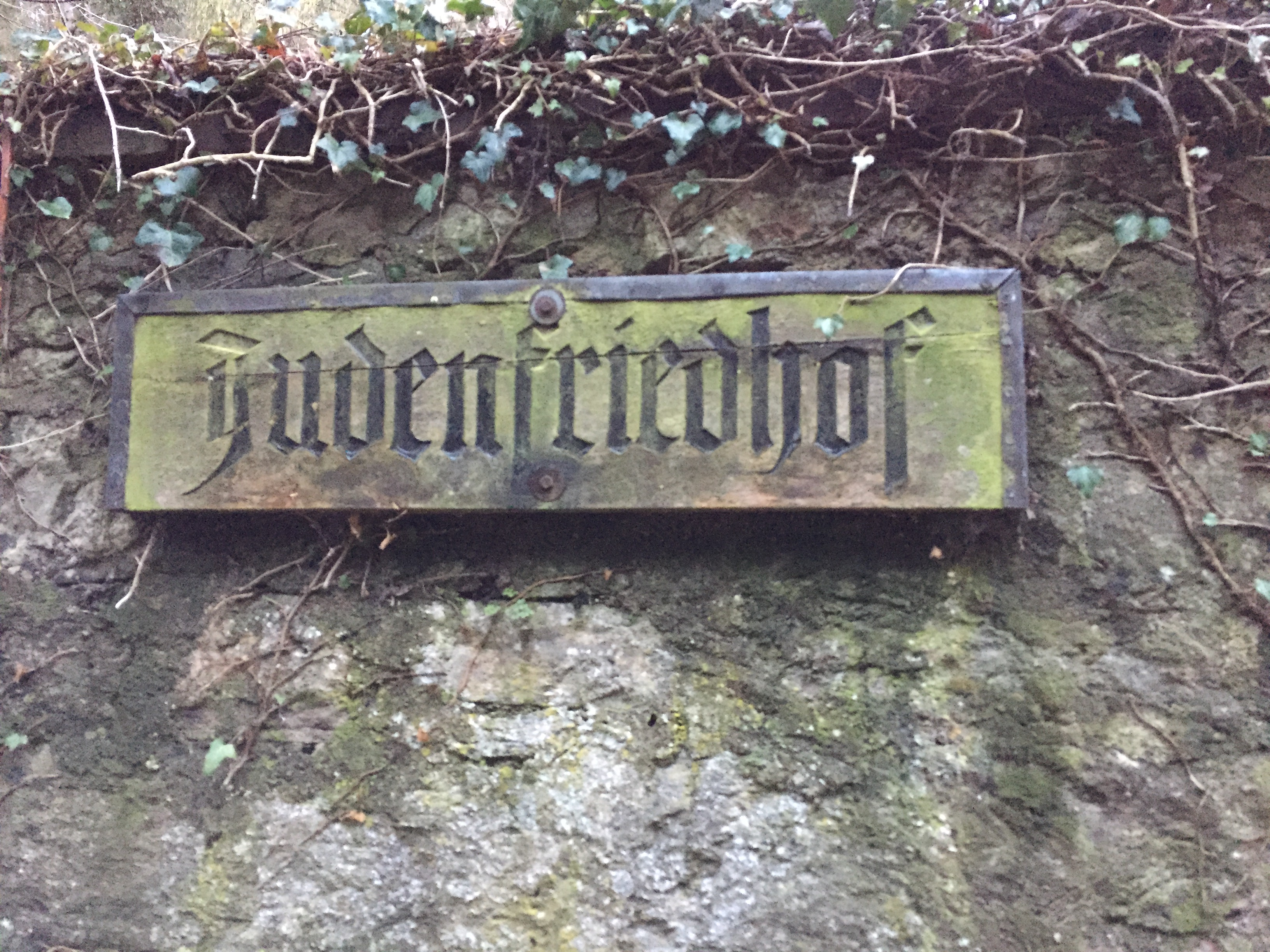
Hinweisschild für den „Judenfriedhof“ in Königheim

Der Jüdische Friedhof Königheim ist ein jüdischer Friedhof in Königheim, einer  Gemeinde im Main-Tauber-Kreis im nördlichen Baden-Württemberg. Der jüdische Friedhof ist ein Kulturdenkmal der Gemeinde Königheim.

## Geschichte
Die Toten der jüdischen Gemeinde Königheim wurden zunächst auf dem jüdischen Friedhof Külsheim beigesetzt. 1875 wurde ein eigener Friedhof im Gewann Bachhelle errichtet. Der jüdische Friedhof hat eine Fläche von 7,64 Ar; heute sind noch 66 Grabsteine vorhanden. Der älteste Grabstein ist von 1876, die letzte Bestattung fand 1935 statt.
Auf dem Friedhof befindet sich ein Kriegerdenkmal für die vier jüdischen Gefallenen des Ersten Weltkriegs aus Königheim.
Im Jahr 1987 wurden vom Zentralarchiv zur Erforschung der Geschichte der Juden in Deutschland Fotos von allen Grabsteinen erstellt. Unter Verwendung dieser Fotos wurde 1991 eine Grunddokumentation des jüdischen Friedhofs durch das Landesamt für Denkmalpflege Baden-Württemberg erstellt.